# Yxsmedsgränd

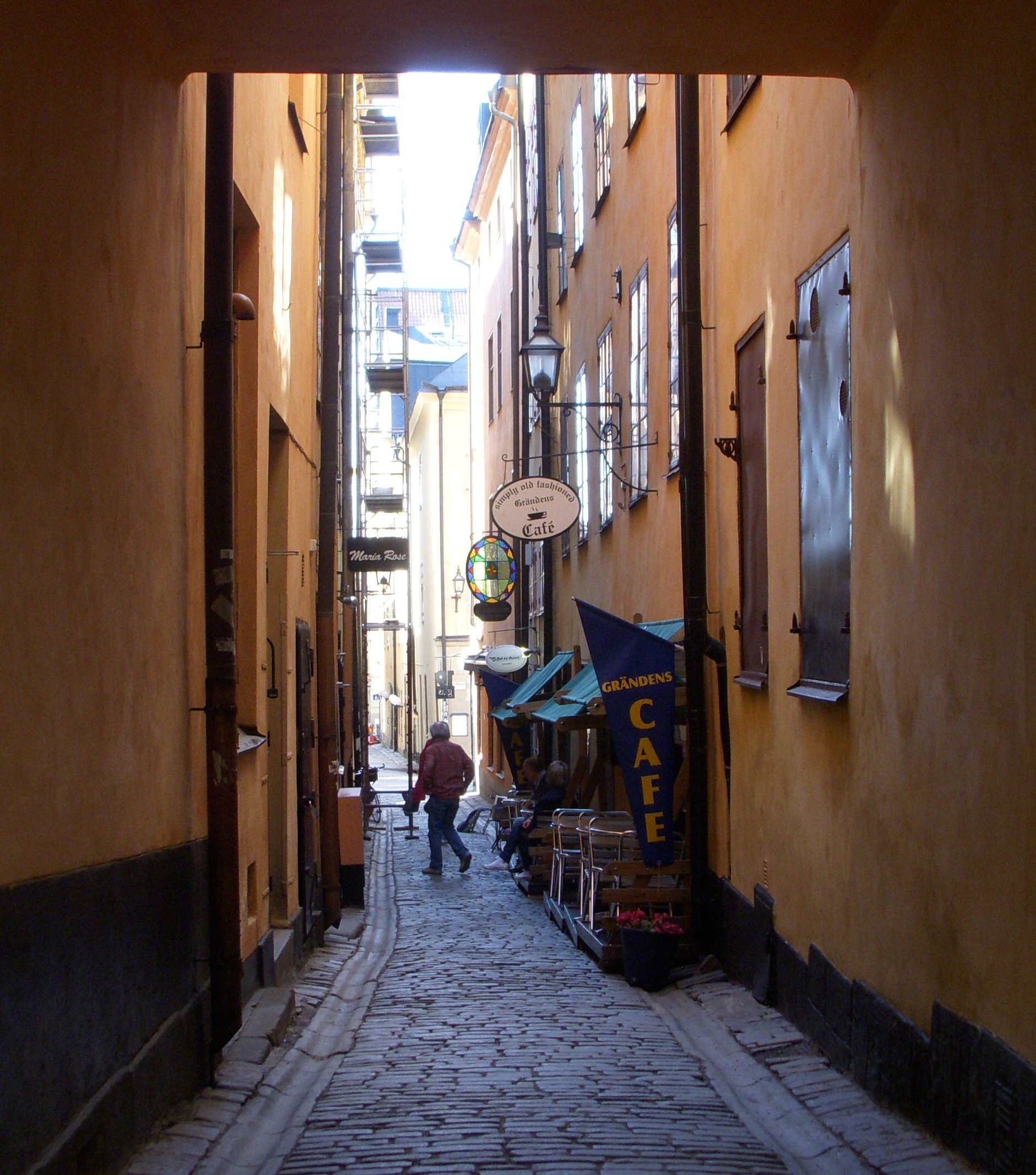
Yxsmedsgränd mot väst 2011.

Yxsmedsgränd är en gränd i Gamla stan i Stockholm. Sitt nuvarande namn fick gränden 1885.

## Historik
Gatan hette 1474 Olof Biurs gränd, och västra stenhuset ägdes 1488 av Anders Persson bottnakarl från Bygdeå. Gränden var uppkallad efter Olof Biur som ägde hus där; en samtida person med hans tillnamn var Anders Svensson Bjur från Bensbyn som sedermera blev Stockholms borgmästare. År 1488 köptes stenhuset i nordvästra gränden upp av borgmästare Bengt Smålänning, och gränden kom sedan att kallas Benct smalennings borgamestares gränd.
Gatan är omnämnd 1612 som Yskemes grenden och 1646 som Yxe Smeds Grenden. På en Petrus Tillaeus karta från 1733 är den delad i tre delar: Yxesmedsgränd, Ödesgränd och Uttermarksgränd. Gränden är uppkallad efter en Göran Yskemes som ägde i början av 1600-talet huset i grändens övre ände vid Västerlånggatan där det är sammanbyggt med grannkvarteret. Han var dock enligt Björn Hasselblad (Stockholmskvarter) ingen yxsmed utan nattväktare. Det estniska ordet öitsi-meets och det finska yö-mies betyder nattman eller nattväktare.
Gränden som är belägen mellan Munkbrogatan och Västerlånggatan i Gamla Stan omnämns även i ett av Bellmans verk Fredmans epistlar, epistel 28: ”I går såg jag ditt barn, min Fröja, I Yxsmeds gränd.”
Jörn Donner bodde tillsammans med Harriet Andersson på Yxsmedsgränd 4.